# Militärdiplom für den Centurio Plator
Das Militärdiplom für den Centurio Plator ist eine bronzene Urkunde, die während der Regierungszeit des römischen Kaisers Vespasian ausgestellt wurde. In ihr wurde die Verleihung des römischen Bürgerrechts an einen Centurio namens Plator geregelt. Das Militärdiplom wurde in Salona in Dalmatien gefunden und befindet sich heute unter der Inventarnummer Misc. 7485 im Magazin der Antikensammlung Berlin. Die Tafeln wurden in verschiedenen Sonderausstellungen gezeigt.

## Beschreibung
Das Militärdiplom besteht aus zwei massiven, gleich großen Bronzeplatten von je 12,8 cm × 16,6 cm. Die Platten haben auf der einen Langseite drei Löcher, jeweils an den Rändern und in der Mitte sowie auf der anderen Langseite eines in der Mitte. Der Text wird fortlaufend über beide Tafeln wiedergegeben. Der eigentliche Urkundentext befindet sich auf der Innenseite der jeweiligen Tafel. Die Innenseiten sind völlig eben und passen damit exakt übereinander. Verschlossen wurde die Urkunde, indem durch die beiden mittigen Löcher entweder ein Draht oder eine Schnur gezogen wurde. Auf der Vorderseite wurde dieser Verschluss versiegelt. Die Außenseiten beider Tafeln haben ein Zierprofil. Auf der einen Tafelaußenseite werden sieben Zeugen genannt. Ihre Siegel verschlossen beide Platten und wurden zum Schutz vor Beschädigung in einer schmalen Metallkapsel aufbewahrt, die in der Mitte der Tafel aufgelötet war. Somit war es nicht möglich, den Urkundentext zu lesen. Damit dennoch der Inhalt der Urkunde klar war, wurde der Text nochmals auf der Außenseite der zweiten Tafel eingraviert.

## Inschriften
Der lateinische Text der Urkunde lautet:
Innenseite Tafel I:
Imp(erator) Caesar Vespasianus Aug(ustus), pont(ifex) max(imus), tr(ibunicia) pot(estate) II, imp(erator) VI, p(ater) p(atriae), co(n)s(ul) III desig(natus) IIII, veteranis, qui militaverunt in classe Ravennate sub Sex. Lucilio Basso, qui senna et vicena stipendia aut plura meruerunt et sunt deducti in Pannoniam, quorum nomina subscripta sunt, ipsis liberis posterisque eorum civitatem dedit et et conubium com
Innenseite Tafel II:
uxoribus, quas tunc habuissent, cum est civitas iis data, aut siqui caelibes essent, cum iis, quas postea duxissent dumtaxat singulis singulas
non(is) April(is) Caesare Augusti F(ilio) Domitiano, Cn. Pedio Casco co(n)s(ulibus), Platori Veniti f(ilio,) centurioni, Maezeio
Descriptum et recognitum ex tabula aenea, quae est Romae in Capitolio ad aram gentis Iuliae de foras Podio sinisteriore tab(ula) I, pag(ina) II, leco XXXXIIII.
Übersetzung des Innenseitentextes:
Der Imperator Caesar Vespasianus Augustus, Pontifex Maximus, mit tribunicischer Gewalt zum zweiten, Imperator zum sechsten Mal, Vater des Vaterlandes, Consul zum dritten Mal, designiert zum vierten Consulat, hat den Veteranen, die in der Ravennatischen Flotte unter Sextus Lucilius Bassus gedient haben, die 26 oder mehr Dienstjahre haben und in Pannonien angesiedelt worden und deren Namen unten aufgeführt worden sind, für sie selbst, ihren Kindern und Nachkommen das Bürgerrecht verliehen und das Recht zur Ehe mit ihren Frauen, die sie damals hatten, als ihnen das Bürgerrecht verliehen wurde, oder sofern sie ledig sind, mit den Frauen, die sie später heiraten, insoweit es nur jeweils eine Frau ist.
Am 5. April unter dem Consulat des Caesar Domitian, Sohn des Augustus, und des Cn. Pedius Cascus. An Plator, Sohn des Venetus, centurio, aus dem Stamm der Maezeier. Überprüfte Abschrift von der Bronzetafel, die in Rom auf dem Capitol bei dem Altar der Gens Julia außen am linken Postament auf Tafel I zweite Kolumne, 44. Zeile angeschlagen ist.
Außenseite Tafel II:
T. IULI RUFI – SALONIT (ani) EQ(ues) R(omanus)
P. VIBI MAXIMI – EPITAUR(i) EQ(ues) R(omanus)
T. FANI CELERIS – IADESTIN(i) DEC(urio)
C. MARCI PROCULI – IADESTIN(i) DEC(urio)
P. CAETENNI CLEM – ENTIS SALON(itani)
P. LURI MODERA – TI RISINTAN(i)
Q. POBLICI CRES – CENTIS IADEST(ini)
Die Urkunde, ausgestellt am 5. April des Jahres 71 im Auftrag des Kaisers Vespasian im Jahre des Konsulats des späteren Kaisers Domitian und des Gnaeus Pedius Cascus, bestätigt dem Centurio der in Ravenna stationierten Flotte Plator, vom Stamme der dalmatinischen Maezeier, nach mindestens 25 abgeleisteten Dienstjahren das römische Bürgerrecht. Dieses gilt auch für seine Nachkommen und eine entweder schon vorhandene oder noch zu nehmende Frau. Das damit vergebene ius conubii besagte, dass es keine Ehehindernisse geben dürfe und eine Frau damit ebenfalls das römische Bürgerrecht erhalten musste.
Die ravennatische Flotte hatte eine Schlüsselstellung beim Sieg Vespasians im Vierkaiserjahr 69. Zunächst gehörte sie den Kräften des Vitellius an, lief aber beim Herannahen der Legionen des Vespasian unter ihrem Befehlshaber Sextus Lucilius Bassus zu Vespasian über. Der Übertritt geschah in einem für Vespasian kritischen Moment des Bürgerkrieges und war mit Versprechungen an die Soldaten verbunden, die er nun einlösen musste. Die Flotte ging in der neuen Legio II Adiutrix auf, die den Ehrentitel Pia Fidelis, die Pflichtgetreue und Zuverlässige erhielt. Die Aufstellung der Legion fand ihren Abschluss Anfang März 70. Den Veteranen der Legion wurde im Zuge der Neustrukturierung Land in Pannonien zugewiesen. Plator gehörte zu diesen Veteranen.
Die Urkunde wurde von sieben Römern beglaubigt. Darunter waren mit Titus Iulius Rufus und Publius Vibius Maximus zwei Angehörige des Ritterstandes, sowie mit Titus Fanius Celeris und Gaius Marcus Proculus zwei Dekurionen, was Plator als Centurio auch zustand. Wie Plator selbst stammten alle sieben Zeugen aus Illyrien, drei von ihnen aus Iader, zwei aus Salona, sowie jeweils einer aus Epitaurum und Risinium. Wahrscheinlich handelte es sich um persönliche Freunde des Plator.
Das Original des kaiserlichen Dekrets, das Grundlage dieses Diploms war, ist ebenfalls auf einer Bronzetafel aufgezeichnet worden und wurde öffentlich auf dem Kapitol in Rom, am Altar des Geschlechts der Iulier, angebracht. Von weiteren Diplomen der Zeit sind weitere Plätze der Aufhängung am Altar bekannt, es ist also anzunehmen, dass der Altar voller solcher Dekrete war. Hier wurden wohl auf großen Tafeln neben dem eigentlichen Text alle Namen der Veteranen aufgeführt. Möglicherweise wurden Abschriften an die Statthalter der Provinzen, in denen die Soldaten stationiert waren, geschickt. Entweder in einem seiner Büros oder im Legionslager selbst wurden die Kopien in Diplomform auf Antrag hin ausgestellt. Zunächst scheint ein Graveur mehrere Diplome mit dem immer gleich lautenden Text gefertigt zu haben. Freilassungen zur Eintragung persönlicher Angaben wie des Namens des Antragstellers sorgten dafür, dass die Urkunde noch individuell ergänzt werden konnte. An diesem Diplom kann man klare Unterschiede im Schrift-Duktus zwischen den allgemeinen und den individuellen Angaben erkennen. Auch die Namen der Zeugen sowie die Wiederholung des Textes auf der Außenseite haben eine eigene Handschrift.
Der Text wurde im Band XVI des Corpus Inscriptionum Latinarum (Nummer 14, Tafel I) veröffentlicht.